# Atrichum henryi
Atrichum henryi là một loài Rêu trong họ Polytrichaceae. Loài này được (E.S. Salmon) E.B. Bartram mô tả khoa học đầu tiên năm 1935.